# Vương Tu (tướng Đông Tấn)
Vương Tu (chữ Hán: 王修, ? - 418), tên tự là Thúc Trì, người Bá Thành, Kinh Triệu , tướng lĩnh nhà Đông Tấn. Ông là một trong 8 viên đại tướng bị bắt hoặc bị giết của quyền thần Lưu Dụ trong chiến dịch Quan Trung.

## Cuộc đời và sự nghiệp
Khi mới sang miền nam, Vương Tu gặp Hoàn Huyền, Huyền nhận xét: "Anh có thể làm Lại bộ lang trong thời bình."
Lưu Dụ bình định xong nhà Hậu Tần, nghe tin Lưu Mục Chi mất, nên muốn quay về nam. Tháng 12 năm Nghĩa Hi thứ 13 (417), Dụ để con trai thứ 2 là Lưu Nghĩa Chân (407 – 424) ở lại giữ Trường An, lấy Tu, khi đó đang làm Thái úy tư nghị tham quân, nhận chức Trưởng sử, phù tá Nghĩa Chân. Đầu năm thứ 14 (418), An tây trung binh tham quân Thẩm Điền Tử giết An tây tư mã Vương Trấn Ác, Tu bèn trị tội mà bắt giết Điền Tử. Nghĩa Chân buông thả thuộc hạ, còn Tu thường kềm chế, cấm đoán những kẻ ấy, khiến bọn chúng oán giận. Có người nhân việc này gièm với Nghĩa Chân rằng: "Trấn Ác muốn làm phản, nên Điền Tử mới giết đi. Tu nay giết Điền Tử, lại là muốn làm phản đấy!" Nghĩa Chân sai những thuộc hạ thân tín là bọn Lưu Khất bắt giết Tu. Sau khi ông mất, tình hình ở Quan Trung trở nên hỗn loạn, không còn chống đỡ được nữa!